# SC Morabeza
SC Morabeza is een Kaapverdische voetbalclub. De club speelt in het voetbalkampioenschap van Brava, waarvan de kampioen deelneemt aan het Kaapverdisch voetbalkampioenschap, de eindronde om de landstitel. 
De club is gevestigd in Nova Sintra, het eiland Brava, en speelt in Estádio Aquiles de Oliveira, waar alle clubs van Brava spelen, zelfs die buiten de hoofdstad. De etymologie van de clubnaam is de naam die voornamelijk wordt gebruikt in Kaapverdië en wordt gebruikt in andere muziekalbums en het hotel op het eiland Sal. De huidige coach is Alfredo Moreira, zelf een oud-speler. Samen met Sporting zijn het de meest succesvolle teams van Brava.

## Historie
De club werd opgericht in 1980 en was de eerste club op Brava. De naam is afgeleid van de bijnaam voor Kaapverdië: "Ilhas de Morabeza", hetgeen 'eilanden van gastvrijheid' betekent. Hun eerste optreden was in 1982 en ze wonnen vier keer op rij tot in 1985.
In 1982 vonden er geen nationale kampioenschappen plaats vanwege de Amílcar Cabral Cup in 1982 die plaatsvond in het stadion van Praia (nu Estádio da Várzea). Ze speelden de eerste nationale beker die eindigde in een verlies voor CS Mindelense van São Vicente.

## Logo en uniform
Het oude logo was voorzien van een zegel met witte rand, de roos en de bladeren met de korte vorm "SCM" bovenaan en binnen de cirkel met het eiland Brava, de locatie van de club. Sinds 2022 is het nieuwe logo actief waarbij de kleuren aqua en donkerblauw centraal staan. De kledingkleur van de tenue's zijn toermalijn-aqua voor uit-/wisselwedstrijden en blauw met wit voor thuiswedstrijden.

## Erelijst
Voetbalkampioenschap van Brava
2005, 2007, 2009, 2010